# WWE
World Wrestling Entertainment (WWE) é uma promoção americana de luta profissional. É de propriedade e operado pela TKO Group Holdings, uma subsidiária majoritária da Endeavor. Uma empresa global integrada de mídia e entretenimento, a WWE também se ramificou em áreas fora do wrestling, incluindo cinema, futebol e vários outros empreendimentos comerciais. A empresa também está envolvida no licenciamento de sua propriedade intelectual para empresas produzirem videogames e bonecos de ação.
A promoção foi fundada em 1953 como Capitol Wrestling Corporation (CWC), um território nordeste da National Wrestling Alliance (NWA). Após uma disputa, a CWC deixou a NWA e se tornou a World Wide Wrestling Federation (WWWF) em abril de 1963. Depois de retornar à NWA em 1971, a WWWF foi renomeada para World Wrestling Federation (WWF) em 1979, antes que a promoção deixasse a NWA para bom em 1983. Em 2002, após uma disputa legal com o World Wildlife Fund, o WWF foi renomeado para World Wrestling Entertainment (WWE). Em 2011, a promoção deixou de se chamar World Wrestling Entertainment e passou a se identificar apenas com as iniciais WWE.
Antes de setembro de 2023, o proprietário majoritário da empresa era seu presidente executivo, o promotor de luta livre de terceira geração Vince McMahon, que detinha 38,6% das ações em circulação da empresa e 81,1% do poder de voto. A entidade atual, originalmente chamada Titan Sports, Inc., foi constituída em 21 de fevereiro de 1980, em South Yarmouth, Massachusetts, mas reincorporada sob a Lei Geral das Sociedades de Delaware em 1987. Adquiriu a Capitol Wrestling Corporation Ltd., a holding da a WWF, em 1982. Titan foi renomeada como World Wrestling Federation Entertainment, Inc. em 1999, e depois World Wrestling Entertainment, Inc. em 2002. Em 2023, seu nome legal foi alterado para World Wrestling Entertainment, LLC.[carece de fontes?]
WWE é a maior promoção de wrestling do mundo. Seu elenco principal é dividido em duas marcas de turnê, Raw e SmackDown. Sua marca de desenvolvimento, NXT, está sediada no WWE Performance Center em Orlando, Flórida. No geral, a programação da WWE está disponível em mais de um bilhão de lares em todo o mundo, em 30 idiomas. A sede global da empresa está localizada em Stamford, Connecticut, com escritórios em Nova York, Los Angeles, Cidade do México, Mumbai, Xangai, Cingapura, Dubai e Munique.
Como em outras promoções de luta livre profissional, os shows da WWE não são competições verdadeiras, mas sim teatros performáticos baseados em entretenimento, apresentando lutas baseadas em enredo, roteiro e parcialmente coreografadas; no entanto, as partidas geralmente incluem movimentos que podem colocar os lutadores em risco de lesões, até mesmo de morte, se não forem executados corretamente. O aspecto pré-determinado do wrestling profissional foi reconhecido publicamente pelo então proprietário da WWE, Vince McMahon, em 1989, a fim de evitar impostos de comissões atléticas. A WWE comercializa seu produto como entretenimento esportivo, reconhecendo as raízes do wrestling profissional no esporte competitivo e no teatro dramático.
Em 2023, a WWE começou a explorar uma potencial venda da empresa, em meio a um escândalo de má conduta de funcionários envolvendo McMahon que o levou a renunciar ao cargo de presidente e CEO, embora tenha retornado como presidente executivo. Em abril de 2023, a WWE fez um acordo com o Endeavor Group Holdings, sob o qual se fundiria com a Zuffa, a empresa-mãe da promoção de artes marciais mistas Ultimate Fighting Championship (UFC) para formar a TKO Group Holdings, uma nova empresa pública de propriedade majoritária da Endeavor, com McMahon atuando como presidente executivo da nova entidade e Nick Khan se tornando presidente. A fusão foi concluída em 12 de setembro de 2023. Em 2024, McMahon, que já não era mais o acionista majoritário da WWE, encerrou seus laços com a empresa em meio a um escândalo de tráfico sexual.

## História da empresa

### Antes da Titan Sports (1953–1980)
As origens da WWE remontam à década de 1950, quando, em 7 de janeiro de 1953, foi produzido o primeiro show da Capitol Wrestling Corporation (CWC). Há incerteza sobre quem foi o fundador da CWC. Algumas fontes afirmam que foi Vincent J. McMahon, enquanto outras fontes citam o pai de McMahon, Jess McMahon, como fundador da CWC. A CWC mais tarde juntou-se à National Wrestling Alliance (NWA) e o famoso promotor nova-iorquino Toots Mondt logo se juntou à promoção.

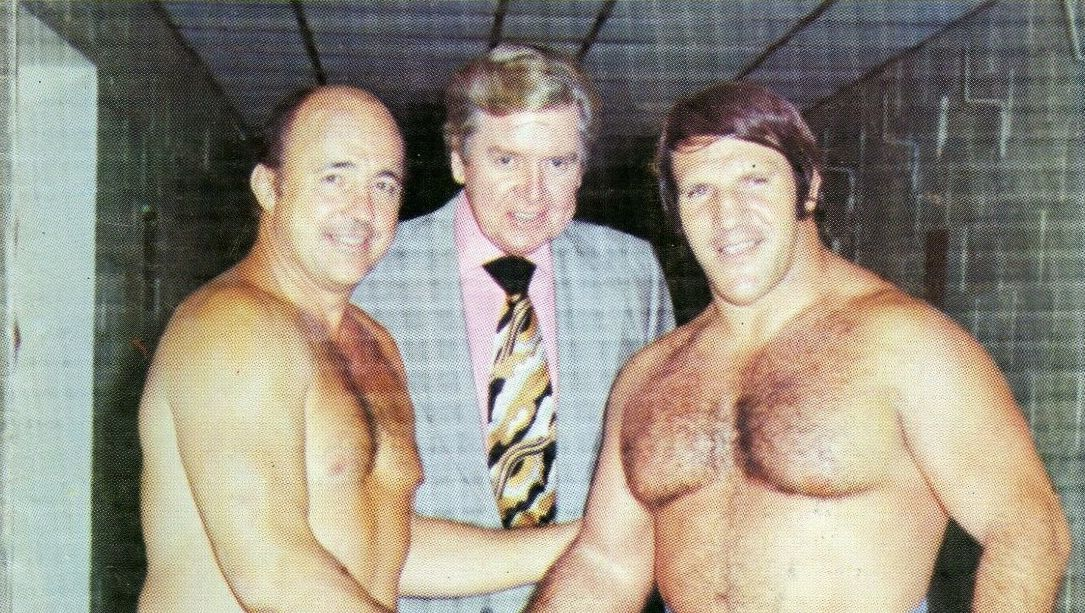
Vincent J. McMahon com Verne Gagne e Bruno Sammartino em 1975.

Vincent J. McMahon e Toots Mondt tiveram muito sucesso e logo controlaram aproximadamente 70% do poder de reserva da NWA, em grande parte devido ao seu domínio no densamente povoado Nordeste dos Estados Unidos. Em 1963, McMahon e Mondt tiveram uma disputa com a NWA sobre "Nature Boy" Buddy Rogers ter sido contratado para deter o Campeonato Mundial dos Pesos Pesados da NWA. Mondt e McMahon não eram apenas promotores, mas também atuaram como seus empresários e foram acusados por outros promotores da NWA de impedir Rogers de fazer defesas em suas cidades, em vez de apenas defender nas próprias cidades de Mondt e McMahon, mantendo assim o monopólio do título mundial. Em uma situação agora infame, a NWA enviou o ex-pentacampeão mundial e legítimo lutador Lou Thesz a Toronto para enfrentar Rogers em 24 de janeiro de 1963. Thesz lembra que isso não foi planejado e, antes da partida, lembrou-se de ter dito a Buddy "podemos fazer isso da maneira mais fácil ou mais difícil". Rogers concordou em perder a queda e o título em uma partida de uma queda, contra o tradicional confronto de duas em três quedas, em que a maioria das partidas pelo título mundial eram defendidas. Assim que a notícia chegou a Mondt e McMahon, a princípio eles simplesmente ignoraram a mudança de título. De janeiro a abril de 1963, Rogers foi promovido como Campeão Mundial da NWA, ou simplesmente Campeão Mundial de Pesos Pesados, em sua área. A World Wide Wrestling Federation (WWWF) não foi uma criação imediata após a derrota de Rogers para Thesz. Mondt e McMahon eventualmente deixaram a NWA em protesto e formaram a WWWF no processo. Eles trouxeram consigo Willie Gilzenberg, promotor de boxe e luta livre de longa data em Nova Jersey. Em abril de 1963, o Campeonato Mundial dos Pesos Pesados da WWWF foi criado, com a promoção alegando que o campeão inaugural Rogers havia vencido um torneio no Rio de Janeiro em 25 de abril de 1963, derrotando o favorito de longa data do Capitólio, Antonino Rocca, nas finais. Na verdade, Rocca não estava mais na área, pois trabalhava para Jim Crockett Sr. nas Carolinas. Rogers também já havia sofrido o que mais tarde seria um ataque cardíaco que encerrou sua carreira em 18 de abril em Akron, Ohio, e estava em um hospital de Ohio durante o período em que o suposto torneio ocorreu. Rogers perdeu o campeonato para Bruno Sammartino um mês depois, em 17 de maio, com a promoção começando a ser construída em torno de Sammartino logo depois.
Em junho de 1963, Gilzenberg foi nomeado o primeiro presidente da WWWF. Mondt deixou a promoção no final dos anos 1960 e embora a WWWF já tivesse se retirado da NWA, McMahon voltou silenciosamente em 1971. A WWWF foi renomeada para World Wrestling Federation (WWF) em 1979.

### Titan Sports, Inc. (1980–1999)

#### Primeiros anos (1980–1982)
O filho de Vincent J. McMahon, Vincent K. McMahon, e sua esposa Linda, fundaram a Titan Sports, Inc., em 1980, em South Yarmouth, Massachusetts, e aplicaram marcas registradas para as iniciais "WWF". A empresa foi constituída em 21 de fevereiro de 1980, nos escritórios do Cape Cod Coliseum, e depois mudou-se para o prédio em Holly Hill Lane em Greenwich, Connecticut.

#### Período de expansão (1982–1992)

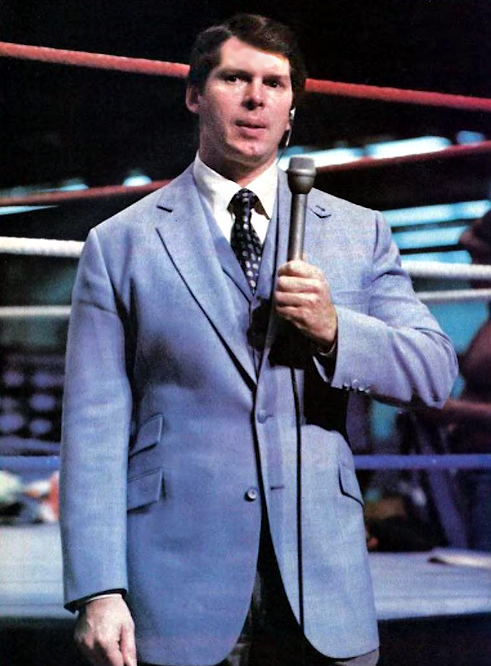
Vincent K. McMahon em 1986, ex-proprietário majoritário e presidente executivo da WWE.

O jovem McMahon comprou a Capitol de seu pai em 1982, assumindo efetivamente o controle da empresa. A data real de venda ainda é desconhecida, mas a data geralmente aceita é 6 de junho de 1982; no entanto, esta foi provavelmente apenas a data em que o acordo foi fechado, mas não finalizado. Na televisão WWF, a Capitol Wrestling Corporation manteve os direitos autorais e a propriedade após a data de junho de 1982. A World Wrestling Federation não era propriedade exclusiva de Vincent J. McMahon, mas também de Gorilla Monsoon, Arnold Skaaland e Phil Zacko. O acordo entre os dois McMahons era uma base de pagamento mensal onde, se um único pagamento fosse perdido, a propriedade reverteria para o McMahon mais velho e seus parceiros de negócios. Procurando fechar o negócio rapidamente, McMahon fez vários empréstimos e acordos com outros promotores e parceiros de negócios (incluindo a promessa de um emprego vitalício) para assumir a propriedade total até maio ou junho de 1983, por um total estimado de cerca de US$ 1 milhão com os três parceiros de negócios recebendo cerca de US$ 815.000 entre eles e Vincent J. McMahon recebendo cerca de US$ 185.000. Procurando fazer da WWF a principal promoção de wrestling no país e, eventualmente, no mundo, ele iniciou um processo de expansão que mudou fundamentalmente o negócio do wrestling.[carece de fontes?]
Na reunião anual da NWA em 1983, os McMahons e o ex-funcionário do Capitol Jim Barnett retiraram-se da organização. McMahon também trabalhou para transmitir a programação do WWF na televisão distribuída em todos os Estados Unidos. Isto irritou outros promotores e perturbou os limites bem estabelecidos das diferentes promoções de wrestling, acabando eventualmente com o sistema territorial, que estava em uso desde a fundação da NWA na década de 1940. Além disso, a empresa utilizou receitas geradas por publicidade, acordos de televisão e vendas de fitas para garantir talentos de promotores rivais, assunto que McMahon discutiu em entrevista à Sports Illustrated. McMahon foi citado como tendo dito: "Antigamente, havia feudos de luta livre em todo o país, cada um com seu próprio pequeno senhor no comando. Cada pequeno senhor respeitava os direitos de seu pequeno senhor vizinho. Não eram permitidas aquisições ou ataques. Lá havia talvez 30 desses pequenos reinos nos EUA e se eu não tivesse comprado a parte do meu pai, ainda haveria 30 deles, fragmentados e lutando. Eu, é claro, não tinha lealdade a esses pequenos senhores."[carece de fontes?]
McMahon ganhou força significativa quando contratou o talento da American Wrestling Association (AWA), Hulk Hogan, que alcançou popularidade fora do wrestling, principalmente por sua aparição no filme Rocky III. McMahon contratou Roddy Piper como rival de Hogan e, logo depois, Jesse Ventura como locutor. Outros lutadores se juntaram ao elenco, como The Iron Sheik, Nikolai Volkoff, Junkyard Dog, Paul Orndorff, Greg Valentine e Ricky Steamboat, juntando-se a estrelas existentes como Jimmy Snuka, Don Muraco, Sgt. Slaughter e André the Giant. Muitos dos lutadores que mais tarde ingressariam na WWF eram ex-talentos da AWA ou da NWA.

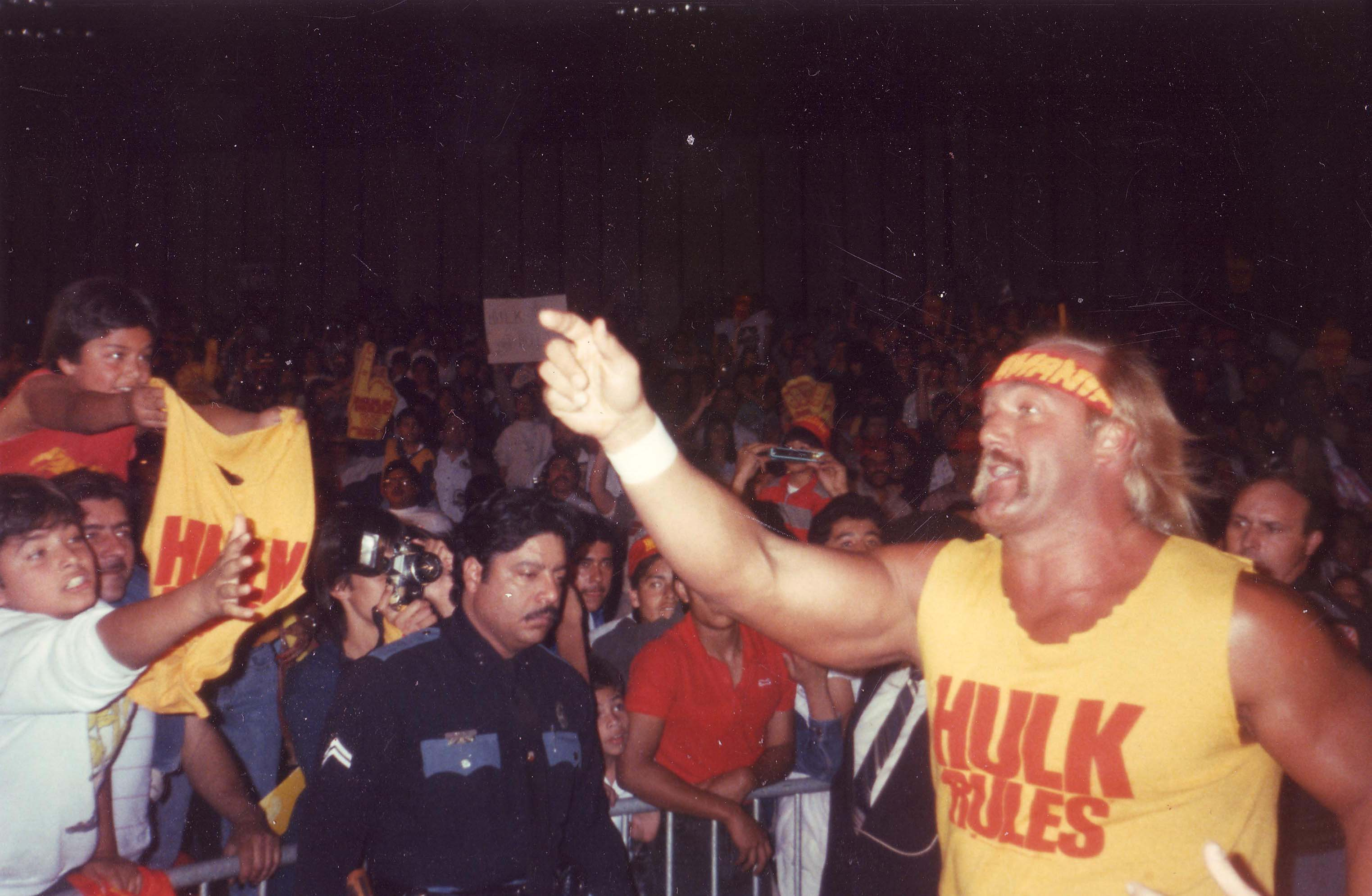
Hulk Hogan retratado em 1989 foi a estrela principal da WWF durante o Expansão do wrestling profissional dos anos 1980.

A WWF faria uma digressão nacional num empreendimento que exigiria um enorme investimento de capital, que colocaria a WWF à beira do colapso financeiro. O futuro do experimento de McMahon se resumiu ao sucesso ou fracasso do conceito inovador de McMahon, WrestleMania. A WrestleMania foi um grande sucesso e foi (e ainda é) comercializada como o Super Bowl do wrestling profissional. O conceito de um supercard de luta livre não era novidade na América do Norte; a NWA começou a administrar o Starrcade alguns anos antes. Aos olhos de McMahon, entretanto, o que separava a WrestleMania de outros supercards era que ela deveria ser acessível para aqueles que não assistiam ao wrestling. Ele convidou celebridades como Mr. T, Muhammad Ali e Cyndi Lauper para participar do evento, além de fechar um acordo com a MTV para fornecer cobertura. O evento e o entusiasmo em torno dele levaram ao termo Rock 'n' Wrestling Connection, devido à promoção cruzada da cultura popular e do wrestling profissional.
Os negócios do WWF se expandiram significativamente sobre os ombros de McMahon e seu herói babyface, Hulk Hogan, pelos próximos anos, após derrotar The Iron Sheik no Madison Square Garden em 23 de janeiro de 1984. A introdução do Saturday Night's Main Event na NBC em 1985 marcou a primeira vez que o wrestling profissional foi transmitido em rede de televisão desde a década de 1950, quando a agora extinta DuMont Television Network transmitiu partidas da Capitol Wrestling Corporation de Vincent J. McMahon. O "Wrestling Boom" da década de 1980 atingiu o pico com o pay-per-view WrestleMania III no Pontiac Silverdome em 1987, que estabeleceu um recorde de público de 93.173 para a WWF por 29 anos até 2016. Uma revanche do evento principal da WrestleMania III entre o campeão da WWF Hulk Hogan e André the Giant aconteceu no The Main Event I em 1988 e foi vista por 33 milhões de pessoas, a luta de luta livre mais assistida na história da televisão norte-americana.
Em 1983, a Titan mudou seus escritórios para Stamford, Connecticut. Posteriormente, uma nova Titan Sports, Inc. (originalmente WWF, Inc.) foi estabelecida em Delaware em 1987 e foi consolidada com a entidade de Massachusetts em fevereiro de 1988.

#### Nova Geração (1992–1997)

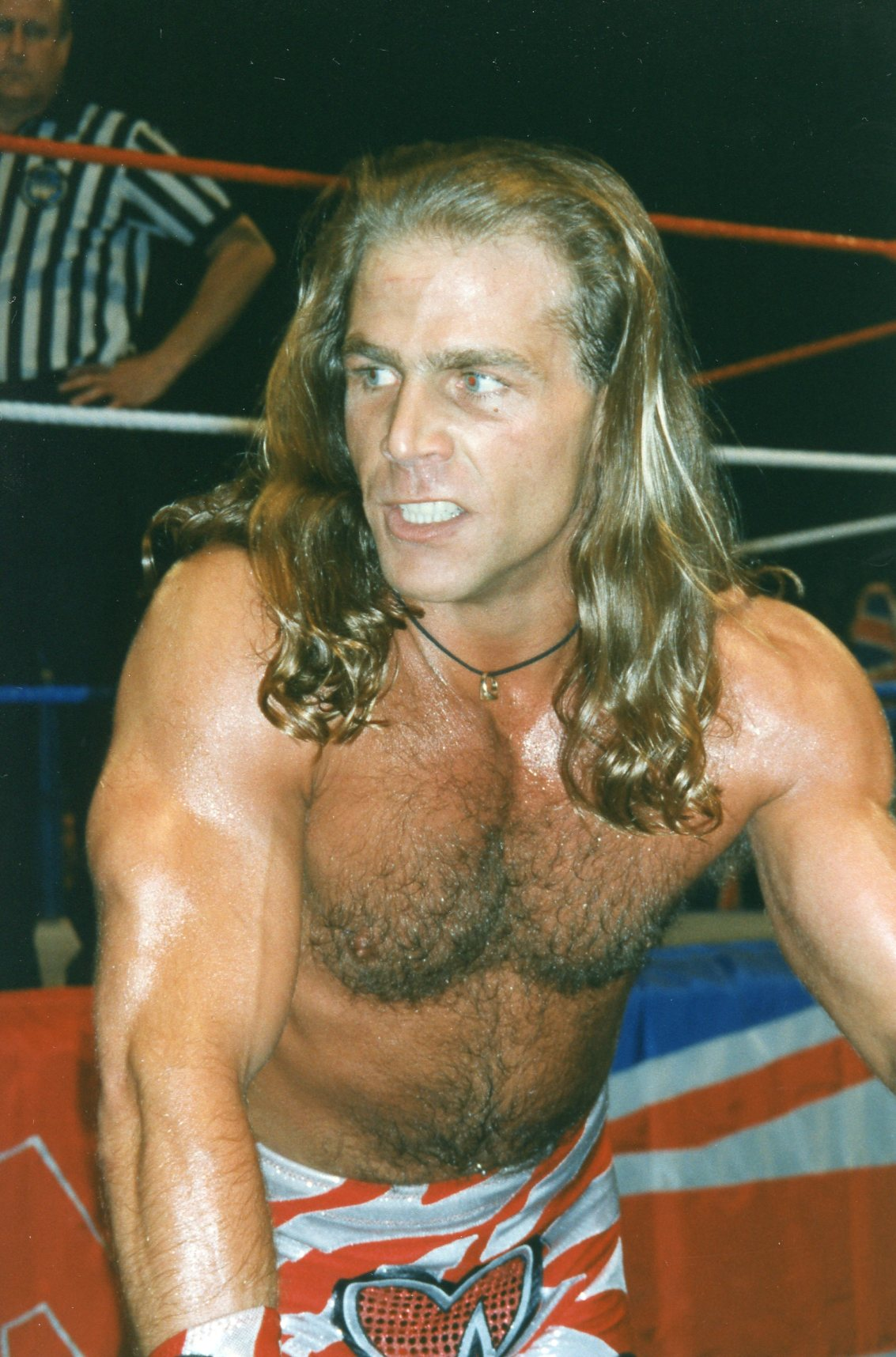
Shawn Michaels se tornou uma das maiores estrelas do WWF nessa época, desde uma icônica luta de escada na WrestleMania X.

A WWF foi atingida por alegações de abuso e distribuição de esteróides em 1992. Isto foi seguido por alegações de assédio sexual por funcionários da WWF no ano seguinte. McMahon acabou sendo exonerado, mas as alegações trouxeram más relações públicas para o WWF e uma má reputação geral. O teste de esteróides custou à empresa cerca de US$ 5 milhões em um momento de receitas recordes. Isso ajudou a levar muitos lutadores da WWF para a promoção rival World Championship Wrestling (WCW), incluindo o herói babyface dos anos 1980, Hulk Hogan. Durante este período, a WWF promoveu lutadores mais jovens, incluindo "The New Generation", apresentando Bret Hart, Shawn Michaels, Diesel, Razor Ramon e The Undertaker, entre outros, em um esforço para promover novos talentos aos holofotes.
Em janeiro de 1993, o WWF estreou seu principal programa a cabo, Monday Night Raw. A WCW respondeu em setembro de 1995 com seu próprio programa de segunda à noite, Monday Nitro, que foi ao ar no mesmo horário do Raw. Os dois programas trocariam vitórias na competição de classificação que se seguiu (conhecida como "Monday Night War") até meados de 1996. Nesse ponto, Nitro começou um domínio de classificação de quase dois anos que foi amplamente alimentado pela introdução da New World Order (nWo), um grupo liderado pelos ex-artistas do WWF Hulk Hogan, Scott Hall (o ex-Razor Ramon) e Kevin Nash (o ex-Diesel).

#### Início da Attitude Era (1997–1999)

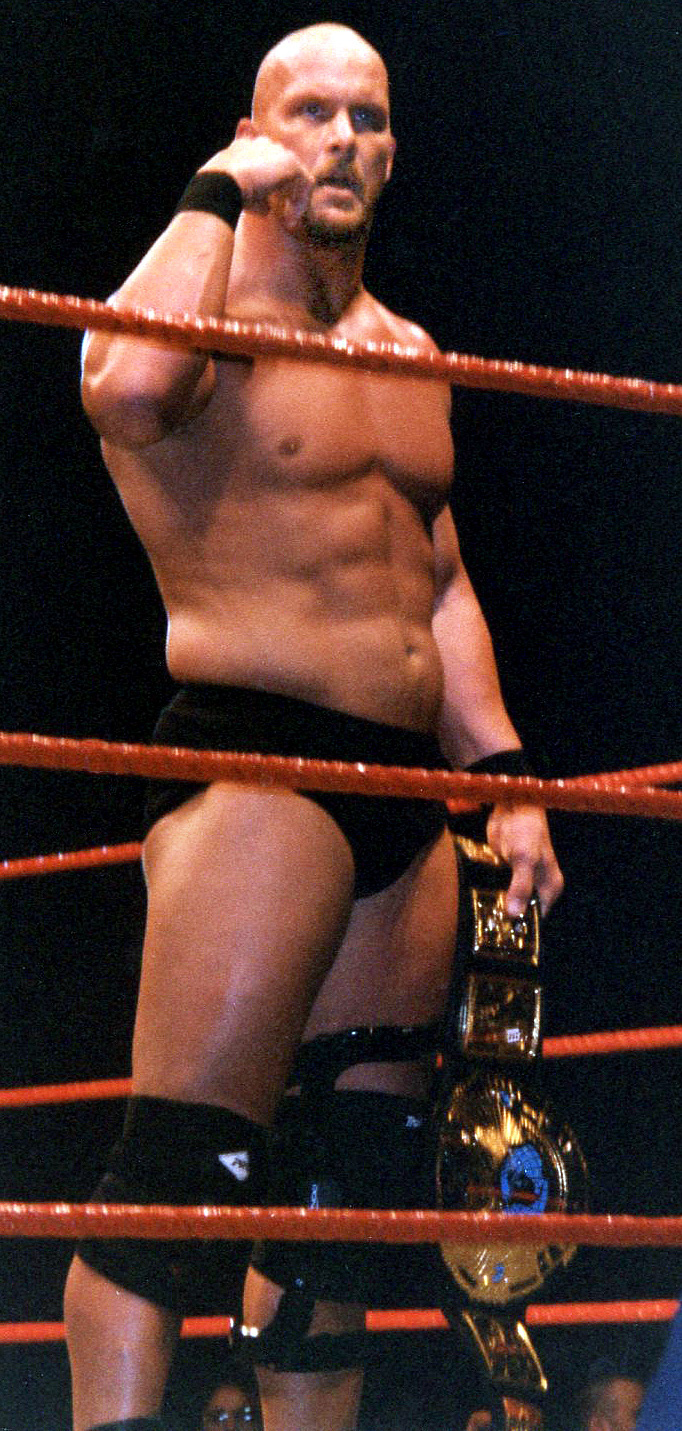
A rivalidade de Stone Cold Steve Austin com Vince McMahon é frequentemente citada como tendo mudado a maré do WWF na Monday Night War contra a promoção rival WCW.

À medida que a Monday Night War continuava entre Raw Is War e WCW's Nitro, o WWF se transformaria de um produto familiar em um produto mais voltado para adultos, conhecido como Attitude Era. A era foi liderada pelo vice-presidente da WWF, Shane McMahon (filho do proprietário Vince McMahon) e pelo redator principal Vince Russo.
1997 terminou com McMahon enfrentando polêmica na vida real após a polêmica saída de Bret Hart da empresa, apelidada de Montreal Screwjob.[carece de fontes?] Este provou ser um dos vários fatores fundadores no lançamento da Attitude Era, bem como na criação do personagem de McMahon na tela, "Mr. McMahon".
Antes do Montreal Screwjob, que aconteceu no Survivor Series de 1997, ex-talentos da WCW estavam sendo contratados pela WWF, incluindo Stone Cold Steve Austin, Mankind e Vader. Austin foi lentamente trazido como o novo rosto da empresa, apesar de ter sido promovido como um anti-herói, começando com seu discurso "Austin 3:16" logo após derrotar Jake Roberts nas finais do torneio no pay-per-view King of the Ring em 1996.[carece de fontes?]
Em 29 de abril de 1999, a WWF retornou à televisão terrestre, exibindo um programa especial conhecido como SmackDown! na incipiente rede UPN. O programa de quinta à noite tornou-se uma série semanal em 26 de agosto de 1999 - competindo diretamente com o programa de quinta à noite da WCW intitulado Thunder on TBS.

### World Wrestling Federation Entertainment, Inc. (1999–2002)

#### Oferta pública inicial (1999)
No verão de 1999, a Titan Sports, Inc. foi renomeada para World Wrestling Federation Entertainment, Inc. Em 19 de outubro de 1999, a World Wrestling Federation Entertainment, Inc. Exchange (NYSE) com a emissão de ações então avaliadas em US$ 172,5 milhões. A empresa é negociada na NYSE sob o símbolo WWE.

#### Fim da Attitude Era (1999–2002)
No outono de 1999, a Attitude Era virou a maré da Guerra das Segundas à Noite a favor do WWF. Após a fusão da Time Warner com a America Online (AOL), o controle de Ted Turner sobre a WCW foi consideravelmente reduzido. A empresa recém-fundida não tinha interesse no wrestling profissional como um todo e decidiu vender a WCW na sua totalidade. Embora Eric Bischoff, que a Time Warner demitiu como presidente da WCW em outubro de 1999, estivesse se aproximando de um acordo para comprar a empresa, em março de 2001 McMahon adquiriu os direitos das marcas registradas, biblioteca de fitas, contratos e outras propriedades da WCW da AOL Time Warner por uma série de relatado em cerca de US$ 7 milhões. Pouco depois da WrestleMania X-Seven, a WWF lançou o enredo Invasion, integrando a lista de talentos da WCW e Extreme Championship Wrestling (ECW). Com esta compra, a WWF tornou-se de longe a maior promoção de wrestling na América do Norte e no mundo. Os ativos da ECW, que faliram após o pedido de proteção contra falência em abril de 2001, foram adquiridos pela WWE em 2003.
Em 2000, a WWF, em colaboração com a rede de televisão NBC, lançou a XFL, uma nova liga de futebol profissional que estreou em 2001. A liga teve classificações altas nas primeiras semanas, mas o interesse inicial diminuiu e suas classificações caíram para níveis terrivelmente baixos (um de seus jogos foi o programa do horário nobre com menor audiência na história da televisão americana). A NBC abandonou o empreendimento depois de apenas uma temporada, mas McMahon pretendia continuar sozinho. No entanto, depois de não conseguir chegar a um acordo com a UPN, McMahon fechou a XFL. A WWE manteve o controle da marca registrada XFL antes de McMahon recuperar a marca XFL, desta vez sob uma empresa de fachada separada da WWE, em 2017, com a intenção de relançar a XFL em 2020.
Em 24 de junho de 2002, episódio do Raw, Vince McMahon referiu-se oficialmente ao início da próxima era, chamada de era da "Ruthless Aggression".

### World Wrestling Entertainment, Inc. (2002–2023)

#### Processo e renomeação (2002)
Em 6 de maio de 2002, a World Wrestling Federation (WWF) mudou o nome da empresa e o nome de sua promoção de luta livre para World Wrestling Entertainment (WWE) depois que a empresa perdeu uma ação judicial iniciada pelo World Wildlife Fund sobre a marca registrada da WWF. Embora principalmente causado por uma decisão desfavorável na sua disputa com o World Wildlife Fund relativamente ao inicialismo "WWF", a empresa observou que proporcionou uma oportunidade para enfatizar o seu foco no entretenimento.

#### Primeira divisão da marca (2002–2011)

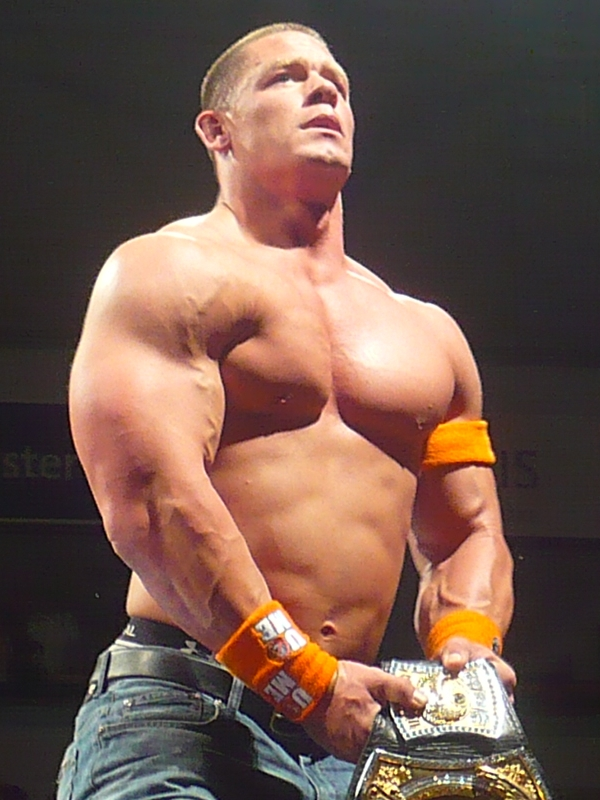
John Cena tornou-se gradualmente uma das maiores estrelas da WWE durante este período e desde 2005 venceu o Campeonato da WWE um recorde de 14 vezes.

Em março de 2002, a WWE decidiu criar duas escalações separadas, com cada grupo de lutadores aparecendo em um de seus programas principais, Raw e SmackDown!, devido à superabundância de talentos que sobraram do enredo Invasion e a subsequente absorção da WCW e ECW. Isso foi apelidado de "extensão da marca".
A partir de 2002, um sorteio de sorteio foi realizado quase todos os anos para definir as escalações, com o primeiro split para determinar as escalações divididas inaugurais e os rascunhos subsequentes projetados para atualizar as escalações de cada show. A WWE expandiu a divisão da marca relançando a ECW como uma terceira marca em 26 de maio de 2006. Dois anos depois, a WWE adaptou um formato mais familiar e sua programação recebeu classificação TV-PG. O programa final da ECW foi ao ar em 16 de fevereiro de 2010, após o qual foi substituído pelo NXT. Durante esse período, muitos lutadores novos e jovens ingressariam na empresa, muitos dos quais se tornariam nomes conhecidos nos próximos anos, como John Cena, Randy Orton, Brock Lesnar e Batista.
Em 7 de abril de 2011, a WWE, através do site WWE Corporate, a empresa deixou de usar o nome completo World Wrestling Entertainment e passou a se referir a si mesma apenas como WWE, tornando este último uma sigla órfã. Dizia-se que isso refletia a expansão global do entretenimento da WWE fora dos ringues, com o objetivo final de adquirir empresas de entretenimento e colocar foco na televisão, eventos ao vivo e produção de filmes. A WWE notou que o seu novo modelo de empresa entrou em vigor com o relançamento do Tough Enough, sendo um programa sem script (ao contrário da natureza roteirizada do wrestling profissional) e com o lançamento da WWE Network (na altura prevista para lançamento em 2012; posteriormente adiado para 2014). No entanto, o nome legal da empresa ainda permanece como World Wrestling Entertainment, Inc.

#### Reunificação da marca (2011–2016)
Começando com o episódio de 29 de agosto de 2011, Raw - conhecido como Raw Supershow - apresentava talentos do Raw e do SmackDown (o epíteto de "Supershow" seria abandonado em 23 de julho de 2012). Campeonatos anteriormente exclusivos de um show ou outro estavam disponíveis para lutadores de qualquer show competirem; o formato "Supershow" marcaria o fim da divisão da marca, já que toda a programação e eventos ao vivo (até julho de 2016) apresentavam o elenco completo da WWE.
Em 2013, a empresa construiu o centro de treinamento e medicina esportiva WWE Performance Center no leste de Orange County, Flórida, em parceria com a Full Sail University de Winter Park, Flórida. O centro de treinamento é voltado para o desenvolvimento profissional e atlético dos lutadores da empresa. Full Sail também é a base da marca NXT da WWE, que serviu como território de desenvolvimento para a WWE.
Em 24 de fevereiro de 2014, a WWE lançou o WWE Network, um serviço de streaming over-the-top que apresentaria conteúdo de arquivo da WWE e de seus antecessores, todos pay-per-views, (que continuariam a ser vendidos também através de provedores de televisão) e programação original.
A partir de 2015, a WWE começou a promover Roman Reigns como o rosto da empresa desde que ele venceu a Royal Rumble Match de 2015, em meio a uma recepção mista. Em 2017, Roman Reigns se tornou o maior vendedor de mercadorias.

#### Lançamento da segunda divisão de marca (2016–2020)
Em 25 de maio de 2016, a WWE relançou a divisão da marca, chamada de "Nova Era". Posteriormente, Raw e SmackDown apresentaram, cada um, suas escalações, locutores, campeonatos e conjuntos de ringues/cordas exclusivos. Um draft foi realizado para determinar quais lutadores apareceriam em qual programa. O SmackDown também passou das noites de quinta para terça, que começou no dia 19 de julho (a noite do draft mencionado), e vai ao ar ao vivo em vez do formato pré-gravado anterior.
Devido ao retorno da divisão da marca, um novo Campeonato Mundial, chamado Campeonato Universal da WWE, foi introduzido no evento SummerSlam de 21 de agosto de 2016, com Finn Bálor derrotando Seth Rollins para se tornar o inaugura Campeão Universal da WWE.
Em 29 de novembro de 2016, a WWE introduziu um novo programa especificamente para sua divisão cruiserweight (lutadores de 205 libras ou menos) chamado WWE 205 Live. O programa concentra-se exclusivamente nos lutadores que se qualificam para a divisão. Os cruiserweights - que se tornaram uma presença constante na WWE com o torneio Cruiserweight Classic - eram originalmente exclusivos da marca Raw antes de lançarem sua própria marca.
Em 15 de dezembro de 2016, a WWE estabeleceu um novo Campeonato do Reino Unido da WWE, com o campeão inaugural sendo decidido por um torneio de 16 homens a ser transmitido na WWE Network apresentando lutadores do Reino Unido e da Irlanda durante janeiro de 2017. Executivo da WWE Paul "Triple H" Levesque disse que o plano final com o novo título e torneio era estabelecer uma marca com sede no Reino Unido com seu próprio programa de televisão semanal. A WWE posteriormente lançou sua marca baseada no Reino Unido como um desdobramento da NXT, NXT UK, em junho de 2018, com Johnny Saint atuando como gerente geral inaugural.
A partir de setembro de 2019, o NXT teve um show semanal ao vivo de duas horas nas noites de quarta-feira na USA Network e a WWE começou a promover o NXT como sua "terceira marca". No entanto, em 2021, o NXT foi transferido para as noites de terça, tendo concedido o Wednesday Night Wars para a promoção rival All Elite Wrestling (AEW), e em setembro daquele ano foi reintegrado à sua função original como marca de desenvolvimento para o elenco principal (Raw e SmackDown), sob o nome "NXT 2.0".

#### Pandemia de COVID-19 e retorno às turnês (2020–2022)
Em março de 2020, a WWE começou a ser impactada pelo início americano da pandemia COVID-19. Em meados de Março, três das quatro principais ligas desportivas fecharam os balneários aos meios de comunicação social como medida de precaução. À medida que outros cancelamentos e adiamentos desportivos foram sendo introduzidos, a WWE começou a filmar os seus programas semanais no Performance Center sem espectadores e com apenas a presença do pessoal essencial, começando com o episódio de 13 de março do SmackDown - o episódio de 11 de março do NXT tinha sido gravado no Performance Center com fãs pagantes, sendo assim o último evento da WWE a ter fãs com ingressos antes que a pandemia entrasse em vigor. A WrestleMania 36 estava programada para acontecer em 5 de abril no Raymond James Stadium em Tampa, mas em 16 de março foi transferida para Orlando para ser realizada a portas fechadas. WrestleMania, assim como Raw e SmackDown por um período antes e depois da WrestleMania, mudaram de transmissões ao vivo para um formato pré-gravado. O NXT continuou a ser transmitido pela Full Sail University, mas sob restrições semelhantes.

### World Wrestling Entertainment, LLC (2023–presente)

#### Fusão com o UFC e formação da TKO Group Holdings (2023)
Em janeiro de 2023, Vince McMahon declarou sua intenção de retornar à empresa antes das negociações sobre os direitos de mídia. Os acordos anteriores de direitos de mídia da WWE com a Fox e a USA Network expiram em 2024. Em 10 de janeiro de 2023, Stephanie McMahon renunciou ao cargo de presidente e co-CEO, também no mesmo dia em que Vince McMahon assumiu o cargo de presidente executivo da WWE, enquanto Nick Khan se tornou o único CEO. Naquele mesmo mês, o JPMorgan foi contratado para lidar com uma possível venda da empresa, com rumores de pretendentes incluindo seus parceiros de mídia Comcast e Fox Corporation, The Walt Disney Company (proprietários da ESPN), Warner Bros, Discovery(parceiros de mídia da rival All Elite Wrestling), Netflix, Amazon, Endeavor Group Holdings (proprietários da promoção de artes marciais mistas UFC e Endeavor Streaming - que substituiu a MLB Advanced Media como provedor de serviços de streaming da WWE Network em 2019), Liberty Media, Creative Artists Agency ( CAA) e o Fundo de Investimento Público da Arábia Saudita (a WWE fez parceria com o Ministério do Esporte para promover eventos no país).
Em 3 de abril de 2023, a WWE e a Endeavor chegaram a um acordo sob o qual a WWE se fundiria com a controladora do UFC, Zuffa, para formar uma nova empresa, a TKO Group Holdings, que abriria o capital na Bolsa de Valores de Nova York (NYSE) sob o símbolo "TKO". Shane McMahon tentou comprar o UFC da Semaphore e depois da Zuffa várias vezes durante os anos 2000, mas Vince o convenceu a não fazê-lo. A Endeavor receberia uma participação de 51% no "TKO", com os acionistas da WWE recebendo uma participação de 49%, avaliando a WWE em US$ 9,1 bilhões. Isto marcaria a primeira vez que a WWE não foi controlada maioritariamente pela família McMahon. McMahon atuaria como presidente executivo da nova entidade, com o CEO da Endeavor, Ari Emanuel, tornando-se CEO, e Mark Shapiro como presidente e diretor de operações. Emanuel não assumiria nenhum papel criativo com o chefe criativo da WWE, Paul Levesque, esperado para permanecer em seu papel, e com Nick Khan se tornando presidente da WWE após a fusão, semelhante ao papel de Dana White como presidente do UFC. O acordo também concedeu a McMahon mandato vitalício como presidente executivo, o direito de nomear cinco representantes da WWE no conselho de 11 membros, bem como direitos de veto sobre certas ações da nova empresa; eventualmente, o conselho de administração do TKO aumentaria de 11 membros para 13 membros. Além disso, McMahon deterá 34% da nova empresa, com 16% de participação votante. Esperava-se que a fusão fosse concluída em setembro de 2023. Apesar da fusão, as duas promoções, WWE e UFC, continuarão a funcionar como divisões separadas da empresa recém-fundida.

Logo TKO Group Holdings

A fusão foi finalizada em 12 de setembro de 2023. O primeiro programa de televisão produzido sob a bandeira TKO foi o episódio de 12 de setembro do WWE NXT. Emanuel também exerceu influência sobre a empresa, inclusive nos acordos de transmissão da empresa que ocorreram desde a fusão da TKO Holdings.
Em janeiro de 2024, uma ação judicial foi movida por Janel Grant, ex-funcionária da sede da WWE entre 2019 e 2022, contra a WWE, bem como TKO (por procuração de propriedade). Grant alegou que Vince McMahon a coagiu a um relacionamento sexual e, junto com o executivo da WWE John Laurinaitis e um lutador da WWE que também era ex-lutador do UFC, a traficaram sexualmente e a agrediram sexualmente repetidamente durante 2020-2021. Grant alegou que ela foi submetida a "extrema crueldade e degradação" por McMahon, inclusive sendo defecada durante um encontro sexual. Grant afirmou que McMahon concordou em pagar-lhe US$ 3 milhões em 2022 em troca de um acordo de não divulgação, mas parou de pagar depois que apenas US$ 1 milhão foi pago após o surgimento público inicial das alegações de má conduta sexual no mesmo ano. Os promotores federais intimaram McMahon e iniciaram o processo em questão. Um dia após o relato das reivindicações, em 26 de janeiro de 2024, Vince McMahon renunciou ao TKO. Em comunicado, McMahon disse que a decisão foi tomada "por respeito ao Universo WWE, ao extraordinário negócio de TKO e aos seus membros do conselho e acionistas, parceiros e constituintes, e a todos os funcionários".

## Novos títulos femininos
Em novembro de 2024, a WWE introduziu dois novos títulos secundários para a divisão feminina em suas principais marcas: o WWE Women's United States Championship e o WWE Women's Intercontinental Championship. O Women's United States Championship foi revelado no episódio do SmackDown de 8 de novembro de 2024 pelo gerente geral Nick Aldis, com a primeira campeã a ser coroada em um torneio no evento Saturday Night's Main Event em 14 de dezembro de 2024. Posteriormente, em 25 de novembro de 2024, o gerente geral do Raw, Adam Pearce, apresentou o Women's Intercontinental Championship, com a campeã inaugural a ser determinada por um torneio iniciado em 2 de dezembro de 2024.

## Campeonatos e conquistas
As cores e os símbolos indicam a marca dos campeões.
| † | Raw | ‡ | SmackDown | § | NXT | ∞ | Marca mista |

### Plantel principal
Raw
| Raw                                         | Raw             | Raw                                        | Raw      | Raw                   | Raw          | Raw                  | Raw | Raw    |
| Campeonato                                  | Atuais campeões | Atuais campeões                            | Reinado  | Data vencida          | Dias retidos | Localização          | Notas | Ref.   |
| ------------------------------------------- | --------------- | ------------------------------------------ | -------- | --------------------- | ------------ | -------------------- | --- | ------ |
| Campeonato Mundial dos Pesos Pesados        |                 | Jey Uso                                    | 1        | 19 de abril de 2025   | 26+          | Paradise, Nevada     | Derrotou o campeão anterior Gunther na Noite 1 da WrestleMania 41.                                                                              | [ 72 ] |
| Campeonato Mundial Feminino                 |                 | Iyo Sky                                    | 1        | 3 de março de 2025    | 73+          | Buffalo, Nova Iorque | Derrotou Rhea Ripley no Raw. | [ 73 ] |
| Campeonato Intercontinental da WWE          |                 | Dominik Mysterio                           | 1        | 20 de abril de 2025   | 25+          | Paradise, Nevada     | Derrotou o campeão anterior Bron Breakker, Penta e Finn Bálor, em quem ele fez o pin, em uma luta fatal four-way na Noite 2 da WrestleMania 41. | [ 74 ] |
| Campeonato Intercontinental Feminino da WWE |                 | Lyra Valkyria                              | 1        | 13 de janeiro de 2025 | 122+         | San José, Califórnia | Derrotou Dakota Kai na final de um torneio para se tornar a campeã inaugural no Raw.                                                            | [ 75 ] |
| Campeonato Mundial de Duplas                |                 | The New Day (Kofi Kingston e Xavier Woods) | 5 (7, 5) | 19 de abril de 2025   | 26+          | Paradise, Nevada     | Derrotaram The War Raiders (Erik e Ivar) na Noite 1 da WrestleMania 41.                                                                         | [ 72 ] |

SmackDown
| SmackDown                              | SmackDown       | SmackDown                                         | SmackDown | SmackDown            | SmackDown    | SmackDown          | SmackDown                                                                          | SmackDown |
| Campeonato                             | Atuais campeões | Atuais campeões                                   | Reinado   | Data vencida         | Dias retidos | Localização        | Notas                                                                              | Ref.      |
| -------------------------------------- | --------------- | ------------------------------------------------- | --------- | -------------------- | ------------ | ------------------ | ---------------------------------------------------------------------------------- | --------- |
| Campeonato Indiscutível da WWE         |                 | John Cena ∞                                       | 14        | 20 de abril de 2025  | 25+          | Paradise, Nevada   | Derrotou Cody Rhodes na Noite 2 da WrestleMania 41.                                | [ 74 ]    |
| Campeonato Feminino da WWE             |                 | Tiffany Stratton                                  | 1         | 3 de janeiro de 2025 | 132+         | Phoenix, Arizona   | Derrotou Nia Jax na luta de cash-in do Money in the Bank de Stratton no SmackDown. | [ 76 ]    |
| Campeonato dos Estados Unidos          |                 | Jacob Fatu                                        | 1         | 19 de abril de 2025  | 26+          | Paradise, Nevada   | Derrotou LA Knight na Noite 1 da WrestleMania 41.                                  | [ 72 ]    |
| Campeonato Feminino dos Estados Unidos |                 | Zelina Vega                                       | 1         | 25 de abril de 2025  | 20+          | Fort Worth, Texas  | Derrotou Chelsea Green no SmackDown.                                               | [ 77 ]    |
| Campeonato de Duplas da WWE            |                 | The Street Profits (Angelo Dawkins e Montez Ford) | 2         | 14 de março de 2025  | 62+          | Barcelona, Espanha | Derrotaram #DIY (Johnny Gargano e Tommaso Ciampa) no SmackDown.                    | [ 78 ]    |

- Os campeonatos WWE e Universal - mantendo suas linhagens separadas - são mantidos e defendidos em conjunto como o Campeonato Indiscutível da WWE.

Abertos
Esses títulos estão disponíveis para todas as três marcas: Raw, SmackDown e NXT.
| Aberto                                | Aberto          | Aberto                          | Aberto                              | Aberto                 | Aberto       | Aberto    | Aberto               | Aberto | Aberto        |
| Campeonato                            | Atuais campeões | Atuais campeões                 | Reinado Em equipe (individualmente) | Data vencida           | Dias retidos | Dias rec. | Localização          | Notas | Ref.          |
| ------------------------------------- | --------------- | ------------------------------- | ----------------------------------- | ---------------------- | ------------ | --------- | -------------------- | --- | ------------- |
| Campeonato de Duplas Femininas da WWE |                 | Liv Morgan e Raquel Rodriguez † | 4 (4, 5)                            | 21 de abril de 2025    | 24+          | 24+       | Paradise, Nevada     | Derrotaram Becky Lynch e Lyra Valkyria no Raw.                                                                                                | [ 79 ]        |
| Campeonato Speed da WWE               |                 | Dragon Lee †                    | 1                                   | 15 de novembro de 2024 | 181+         | 176+      | Milwaukee, Wisconsin | Derrotou Andrade no Speed. A WWE reconhece o reinado de Lee como começando em 20 de novembro de 2024, quando a luta foi ao ar com atraso.     | [ 80 ] [ 81 ] |
| Campeonato Feminino Speed da WWE      |                 | Sol Ruca §                      | 1                                   | 11 de abril de 2025    | 34+          | 29+       | Seattle, Washington  | Derrotou Candice LeRae no Speed. A WWE reconhece o reinado de Ruca como começando em 16 de abril de 2025, quando a luta foi ao ar com atraso. | [ 82 ] [ 83 ] |

### Desenvolvimento
NXT
| NXT                                        | NXT             | NXT                                     | NXT     | NXT                  | NXT          | NXT       | NXT                      | NXT | NXT    |
| Campeonato                                 | Atuais campeões | Atuais campeões                         | Reinado | Data vencida         | Dias retidos | Dias rec. | Localização              | Notas | Ref.   |
| ------------------------------------------ | --------------- | --------------------------------------- | ------- | -------------------- | ------------ | --------- | ------------------------ | --- | ------ |
| Campeonato do NXT                          |                 | Oba Femi                                | 1       | 7 de janeiro de 2025 | 128+         | 128+      | Los Angeles, Califórnia  | Derrotou Trick Williams em uma luta triple threat também envolvendo Eddy Thorpe no NXT: New Year's Evil. | [ 84 ] |
| Campeonato Feminino do NXT                 |                 | Stephanie Vaquer                        | 1       | 11 de março de 2025  | 65+          | 65+       | Nova Iorque, Nova Iorque | Derrotou Giulia em uma luta Winner Takes All no Roadblock, na qual Vaquer também defendeu o Campeonato Norte-Americano Feminino do NXT. | [ 85 ] |
| Campeonato Norte Americano do NXT          |                 | Ricky Saints                            | 1       | 1 de abril de 2025   | 44+          | 44+       | Orlando, Flórida         | Derrotou Shawn Spears no NXT. | [ 86 ] |
| Campeonato Norte-Americano Feminino do NXT |                 | Sol Ruca                                | 1       | 19 de abril de 2025  | 26+          | 26+       | Paradise, Nevada         | Derrotou Izzi Dame, Kelani Jordan, Lola Vice, Thea Hail e Zaria em uma luta de escadas de seis lutadoras para conquistar o campeonato vago no Stand & Deliver em 19 de abril de 2025. A campeã anterior, Stephanie Vaquer, abriu mão do título por também ser detentora do Campeonato Feminino do NXT. | [ 87 ] |
| Copa Heritage do NXT                       |                 | Noam Dar                                | 4       | 22 de abril de 2025  | 23+          | 23+       | Lowell, Massachusetts    | Derrotou Lexis King no NXT. | [ 88 ] |
| Campeonato de Duplas do NXT                |                 | Hank e Tank (Hank Walker e Tank Ledger) | 1       | 19 de abril de 2025  | 26+          | 26+       | Paradise, Nevada         | Derrotaram Nathan Frazer e Axiom no Stand & Deliver. | [ 87 ] |

## Contratos
A WWE assina a maior parte de seus talentos em contratos exclusivos, o que significa que os lutadores e lutadoras pode aparecer ou atuar apenas na programação e eventos da WWE. Eles não têm permissão para comparecer ou se apresentar para outra promoção, a menos que acordos especiais sejam feitos com antecedência. A WWE mantém todos os salários dos lutadores, tempo de emprego, benefícios e todos os outros detalhes do contrato estritamente privados.
A WWE classifica seus lutadores profissionais como contratados independentes e não como funcionários. Um estudo da University of Louisville Law Review descobriu que depois de aplicar o teste dos 20 fatores do Internal Revenue Service (IRS), 16 fatores "indicam claramente que os lutadores são empregados". No entanto, como resultado da WWE considerá-los contratados independentes, "os lutadores são negados inúmeros benefícios aos quais de outra forma teriam direito".
Em setembro de 2020, a WWE supostamente disse aos lutadores que eles não podiam mais "se envolver com terceiros", como Cameo, e afirmou que a WWE "possui os verdadeiros nomes dos talentos, não apenas os nomes de seus personagens".

## Pay-per-views
A WWE faz vários eventos especiais (chamados de pay-per-view) ao longo do ano seguindo uma certa ordem. São eventos especiais onde ocorrem combates importantes. É onde ocorrem a maior parte das conquistas de título por um lutador.
Antigamente, alguns desses eventos pertenciam exclusivamente à RAW, outros à SmackDown e alguns eram interpromocionais onde os wrestlers da RAW como da SmackDown participavam e alguns combates apresentam lutadores de ambas as marcas (como por exemplo, o combate Royal Rumble).
Mas desde de 2007, por ordens de Vince McMahon, todos os pay-per-views da WWE passaram a ser interpromocionais. Porém com o retorno da extensão de marcas em 2016 todos os pay-per-views com exceção dos quatro grandes voltaram a ser exclusivos de uma das marcas Raw ou SmackDown.
Os principais pay-per-views são: Royal Rumble, Summer Slam, Survivor Series, e a principal da WWE é a Wrestlemania.